# Актон Вејл (Квебек)
Актон Вејл (фр. Acton Vale) је град у Канади у покрајини Квебек. Према резултатима пописа 2011. у граду је живело 7.664 становника.

## Становништво
Према резултатима пописа становништва из 2011. у граду је живело 7.664 становника, што је за 1,1% више у односу на попис из 2006. када је регистровано 7.584 житеља. 
| 2006. | 2011. |
| ----- | ----- |
| 7.584 | 7.664 |